# Diocese de Saint-Jean-Longueuil
A Diocese de Saint-Jean-Longueuil (Dioecesis Sancti Ioannis–Longoliensis) é uma diocese localizada na cidade de Longueuil na província de Quebec, pertencente a Arquidiocese de Montreal no Canadá. Foi fundada em 1933 pelo Papa Pio XI com o nome de Diocese de Saint-Jean-de-Québec. Com uma população católica de 645.250 habitantes, sendo 80,0% da população total, possui 45 paróquias com dados de 2017.

## História
Em 9 de junho de 1933 o Papa Pio XI cria a Diocese de Saint-Jean-de-Québec a partir da Arquidiocese de Montreal. Em 1982 a diocese tem seu nome alterado para Diocese de Saint-Jean-Longueuil.

## Lista de bispos
A seguir uma lista de bispos desde a criação da diocese em 1933.
|                                | Nome                           | Período                        | Notas                                                                        |
| Bispos de Saint-Jean-Longueuil | Bispos de Saint-Jean-Longueuil | Bispos de Saint-Jean-Longueuil | Bispos de Saint-Jean-Longueuil                                               |
| ------------------------------ | ------------------------------ | ------------------------------ | ---------------------------------------------------------------------------- |
| 4º                             | Claude Hamelin                 | 2019 -                         |                                                                              |
| 3º                             | Lionel Gendron                 | 2010 - 2019                    | Também presidente da Conferência Canadense de Bispos Católicos (2017 - 2019) |
| 2º                             | Jacques Berthelet, C.S.V.      | 1996 - 2010                    | Também presidente da Conferência Canadense de Bispos Católicos (2001 - 2003) |
| 1º                             | Bernard Hubert                 | 1982 - 1996                    | Também presidente da Conferência Canadense de Bispos Católicos (1985 - 1987) |
| Bispos de Saint-Jean-de-Québec |                                |                                |                                                                              |
| 3º                             | Bernard Hubert                 | 1978 - 1982                    | Nomeado bispo dessa diocese                                                  |
| 2º                             | Gérard-Marie Coderre           | 1955 - 1978                    |                                                                              |
| 1º                             | Paul-Ernest-Anastase Forget    | 1934 - 1955                    | Faleceu no cargo                                                             |
| Bispos coadjutores             |                                |                                |                                                                              |
| 2º                             | Bernard Hubert                 | 1977 - 1978                    | Nomeado bispo de Saint-Jean-de-Québec                                        |
| 1º                             | Gérard-Marie Coderre           | 1951 - 1955                    | Nomeado bispo de Saint-Jean-de-Québec                                        |
| Bispos auxiliares              |                                |                                |                                                                              |
| 4º                             | Claude Hamelin                 | 2015 - 2019                    | Nomeado bispo dessa diocese                                                  |
| 3º                             | Louis Dicaire                  | 2004 - 2020                    |                                                                              |
| 2º                             | Jacques Berthelet, C.S.V.      | 1986 - 1996                    | Nomeado bispo dessa diocese                                                  |
| 1º                             | Robert Lebel                   | 1974 - 1976                    | Nomeado bispo de Valleyfield                                                 |